# Mohamed Said Badaoui
Mohamed Said Badaoui (Larraix, 1982) és un activista català d'origen marroquí resident a Reus que va ser detingut per la Policia espanyola el 18 d'octubre de 2022, empresonat durant trenta dies al CIE de la Zona Franca i, posteriorment, deportat de Madrid a Casablanca juntament amb Amarouch Azbir i vigilats per tretze policies en un avió reservat, acusats de gihadisme i de practicar el salafisme, sense proves, judici ni dret de defensa.

## Biografia
Badaoui va arribar l'any 1992 a l'Argilaga, al Tarragonès, juntament amb la seva família procedent del Marroc. Un cop acabats els estudis secundaris es va haver de posar a treballar «perquè feia falta a casa, érem set germans». Casat amb una dona valenciana, té tres fills nascuts a Catalunya. El 2014 es va traslladar a Reus on va entrar a formar part de la junta de la mesquita del municipi per a encarregar-se de la seva administració i gestió. Després de cinc anys, va deixar el càrrec per a fundar l'Associació per la Defensa dels Drets de la Comunitat Musulmana (ADEDCOM).
El 2022, el servei d'intel·ligència policial va obrir-los un expedient d'expulsió administrativa després que Azbir i Badoui, que portaven 20 i 30 anys respectivament vivint a l'Estat espanyol, haguessin sol·licitat la nacionalitat espanyola i aquesta els fos denegada en base a la Llei d'estrangeria en considerar-les «persones radicalitzades». Badaoui havia estat portaveu de la mesquita As-Sunnah de Reus i en els darrers anys havia exercit com a president de l'ADEDCOM reivindicant els drets de la comunitat musulmana a sol·licitar un espai per enterrar els difunts dignament segons l'islam o a disposar de menú halal a les escoles, hospitals i centres penitenciaris.
Arran de l'ordre d'expulsió, va rebre el suport del ple de l'ajuntament de Reus, del Parlament de Catalunya i dels partits polítics ERC, CUP, Junts i En Comú Podem, que van considerar injusta la seva detenció i que la notificació administrativa d'expulsió s'emmarcava dins un cas de «racisme institucional». Per la seva banda, Azbir residia a Vilanova i la Geltrú, on treballava com a escombriaire, i era el president de la mesquita Al Furkan.